# Cyrtodesmus bicarinatus
Cyrtodesmus bicarinatus är en mångfotingart som först beskrevs av Kraus 1960.  Cyrtodesmus bicarinatus ingår i släktet Cyrtodesmus, och familjen Cyrtodesmidae. Inga underarter finns listade i Catalogue of Life.